# Jakob Egholm
Jakob Eberhardt Egholm (født 27. april 1998 i Holbæk) er en dansk cykelrytter, der er på kontrakt hos Airtox-Carl Ras.
Egholm blev i 2016 verdensmester for juniorer i landevejscykling, hvilket var den første danske VM-guldmedalje i juniorernes linjeløb siden 1983, hvor Søren Lilholt vandt.

## Udmærkelser
- Årets Talent i dansk cykelsport (2016)[3]